# 팀 크륄
티모시 미카엘 “팀” 크륄(Timothy Michael “Tim” Krul, 네덜란드어 발음: [ˈtɪm ˈkrʏl], 1988년 4월 3일 ~ )은 네덜란드의 축구 선수로, 현재 루턴 타운에서 골키퍼로 뛰고 있다.

## 클럽 경력

### 뉴캐슬 유나이티드
크륄은 2005년 여름에, 그의 고향팀인 ADO 덴하흐에서 프리미어리그의 뉴캐슬 유나이티드 유소년 팀으로 이적했다. 그는 뉴캐슬 이적 후 1년 만에 1군에 합류했고 PSV 에인트호번과의 프리시즌 경기에도 출전했다. 하지만 당시 뉴캐슬에는 셰이 기븐이 주전자리를 확고히 지키고 있었고, 기븐 못지 않은 실력을 가진 스티브 하퍼까지 대기하고 있어 출전이 어려웠다. 그는 2006년 11월 2일, 기븐과 하퍼의 부상으로 인해 UEFA 컵 (현 UEFA 유로파리그) US 팔레르모와의 경기에서 깜짝 데뷔를 하게 되는데 그 경기에서 수차례 선방을 보여주며 팀의 승리를 이끌었다. 이 경기로 인해 그는 팀의 미래로 주목받게 되지만 이후 부상을 당해 수술을 받게 되고 6개월 가량을 쉬게 되었다.
2007년 여름, 그는 뉴캐슬과 재계약을 맺었고 이후 폴커크, 칼라일 유나이티드에서 임대 생활을 하며 경험을 쌓았지만 여전히 뉴캐슬에서의 경기 출장은 어려웠다. 그는 2009년 8월 8일, 웨스트 브롬위치 앨비언과의 경기에서 마침내 정규 리그 데뷔를 하게 된다. 그 이후 그는 주전인 스티브 하퍼의 백업 자리를 차지했고, 몇몇 경기에 출장해 좋은 활약을 펼쳤다.
2010년 9월 18일, 에버턴과의 경기에서 주전인 스티브 하퍼가 경기 중 부상을 당하며 프리미어리그에서 교체로 첫 출장을 하게 된다. 이로 인해 주전 기회를 잡은 크륄은 여러 경기에서 선발 출장했고 멋진 선방은 물론 안정감까지 더해지며 주전으로 발돋움했다.
2011-12 시즌에는 전 경기 선발 출장하여 15경기에서 무실점을 기록하는 대활약을 펼쳤고 그에게 밀린 스티브 하퍼는 브라이턴 앤 호브 앨비언으로 임대를 가기도 하였다. 그는 2012년 3월에 뉴캐슬과 5년 재계약을 맺었고, 2012-13 시즌을 앞두고 스티브 하퍼의 번호였던 1번을 부여받게 되었다.
2012-13 시즌 도중 부상을 당하여 많은 경기에 나서지 못했고, 2013-14을 앞두고 복귀하여 폼을 끌어올렸다. 이후 주전으로 기용되며 좋은 활약을 펼치던 크륄은 토트넘과 첼시를 상대로 수많은 선방과 함께 무실점을 기록하며 팀의 승리를 이끌었다. 그 결과 그는 이달의 선수상을 거머쥐게 되었고 프리미어리그에서 손꼽히는 골키퍼로 거듭나게 되었다.

## 국가대표팀 경력
크륄은 2005년, 네덜란드 U-17 대표로 뽑혀 2005년 FIFA U-17 세계 축구 선수권 대회와 UEFA 유럽 U-17 축구 선수권 대회에 참여하였다. 2006년부터는 네덜란드 U-21 대표로 뽑혀, UEFA 유럽 U-21 축구 선수권 대회는 물론 2008 툴롱 토너먼트와 2008 베이징 올림픽에도 참가했다.
그는 2011년에 네덜란드 성인 대표팀에 첫 발탁되었다. 데뷔전인 브라질과의 경기에서 무실점을 기록했고, 4일 뒤 우루과이와의 경기에도 출장하였다. 이후 유로 2012 네덜란드 대표팀 명단에도 포함되었으나 경기에 나서지는 못했다. 2012년에는 2014 브라질 월드컵 예선 터키와의 경기에 출장하여 무실점을 기록, 팀의 승리를 이끌었다.
2014년 FIFA 월드컵에 네덜란드 대표로 참가했지만 야스퍼 실러선에 밀려 벤치만 지키던 그는 코스타리카와의 8강전에서 교체로 출장하여 승부차기에서 2골을 막아내며 4강 진출의 일등공신이 된다.

## 수상 경력

### 클럽
뉴캐슬 유나이티드
- 풋볼 리그 챔피언십: 2009-10

노리치 시티
- 풋볼 리그 챔피언십: 2018-2019

### 국가대표팀
- FIFA 월드컵 3위: 2014

## 참고 문헌
1. ↑  (영어) “Palermo 0–1 Newcastle”. BBC 스포츠. 2006년 11월 2일. 2012년 9월 30일에 확인함.
2. ↑  (영어) “Dutch Stopper Raring to Go”. 뉴캐슬 유나이티드 공식 웹사이트. 2007년 4월 25일. 2012년 9월 30일에 확인함.
3. ↑  (영어) “New contracts for Solano and Krul”. BBC 스포츠. 2007년 8월 3일. 2012년 9월 30일에 확인함.
4. ↑  (영어) “Cumbrians capture Krul”. 스카이 스포츠. 2008년 11월 21일. 2012년 9월 30일에 확인함.
5. ↑  (영어) “Everton v Newcastle”. BBC 스포츠. 2010년 9월 18일. 2012년 9월 30일에 확인함.
6. ↑  (영어) “Fabricio Coloccini and Tim Krul sign new Newcastle contracts”. BBC 스포츠. 2012년 3월 3일. 2012년 9월 30일에 확인함.
7. ↑  (영어) “What's In A Number?”. 뉴캐슬 유나이티드 공식 웹사이트. 2012년 8월 17일. 2012년 9월 30일에 확인함.
8. ↑  (영어) “Newcastle's Alan Pardew and Tim Krul the Premier League manager and player of month for November”. 스카이스포츠. 2013년 12월 6일. 2014년 7월 15일에 확인함.
9. ↑  (한국어) “'삼바 군단' 브라질, 네덜란드와 0-0 무승부”. 엑스포츠뉴스. 2011년 6월 5일. 2012년 9월 30일에 확인함.[깨진 링크(과거 내용 찾기)]
10. ↑  (한국어) “우루과이, 승부차기 끝에 네덜란드에 승리”. 스포탈코리아. 2011년 6월 9일. 2012년 9월 30일에 확인함.
11. ↑  (네덜란드어) “Spelersgroep UEFA EURO 2012 bekend”. 네덜란드 축구협회 공식 웹사이트. 2012년 5월 26일. 2012년 5월 30일에 원본 문서에서 보존된 문서. 2012년 9월 30일에 확인함.
12. ↑  (한국어) “판 할 감독 "네덜란드, 이기긴했는데…"”. 골닷컴. 2012년 9월 9일. 2012년 9월 30일에 확인함.
13. ↑  (영어) “World Cup 2014: Netherlands 0-0 Costa Rica (4-3 on pens)”. BBC 스포츠. 2014년 7월 5일. 2014년 7월 14일에 확인함.